# 黃貴妃 (宋光宗)
黃貴妃（12世纪?—1191年12月14日），本名、出身不詳。宋光宗貴妃。
黃氏在淳熙末年時為宋孝宗後宮嬪妃，封為和義郡夫人，黃氏姿色美麗，溫和賢慧。宋光宗為皇太子時，因身邊除了太子妃李鳳娘以外，別無妾侍，孝宗便將夫人賜給太子為妾，得到太子專寵。太子在1189年即位後，便封黃氏為貴妃。
绍熙元年四月二日，加封貴妃之母楊氏為新安郡夫人，特贈成國夫人。
紹熙二年十一月辛未（1191年12月14日），傳出黃貴妃懷孕的消息，引起李鳳娘嫉妒，決定將她害死，光宗因郊祭的關係前往齋宮居住，李鳳娘便趁機將黃貴妃殺害，宣稱貴妃暴卒。第二天在光宗祭祀的現場，風雨大作，祭壇上的蠟燭都被吹熄，無法繼續進行祭典。光宗返宮以後，聽聞貴妃暴卒，又因為祭典上風雲變色之事，從此一病不起，不視朝政，自此政事多取決於李皇后。
宋光宗另有側室張貴妃、符婕妤，她們則都被送出宮外，嫁給尋常百姓。

## 延伸阅读
- [在维基数据编辑]

 《宋史·卷243》，出自脱脱《宋史》

- 《宋史·光宗本紀》
- 《宋史·后妃傳》